# Josh Hawley (baloncestista)
Josh Hawley (Irving (Texas), 28 de octubre de 1996) es un baloncestista estadounidense que juega de alero en el ADA Blois Basket de la LNB Pro A francesa.

## Trayectoria
Es un alero formado en el MacArthur High School de su ciudad natal, antes de ingresar en 2015 en la Universidad Estatal Tarleton, situada en Stephenville, Texas, donde jugaría durante cinco temporadas en la NCAA con los Tarleton State Texans, desde 2015 a 2020.
Tras no ser drafteado en 2020, Hawley llega a Europa para jugar en el BC Vera de la Superliga de Georgia.
En la temporada 2021-22, firma por el SCM CSU Craiova de la Liga Națională de Rumanía.
El 3 de agosto de 2022, firma por el ratiopharm Ulm de la Basketball Bundesliga.
Tras ganar la liga alemana, el 17 de julio de 2023 fichó por el ADA Blois Basket de la LNB Pro A francesa.